# Neastymachus secundus
Neastymachus secundus är en stekelart som först beskrevs av Trjapitzin 1962.  Neastymachus secundus ingår i släktet Neastymachus och familjen sköldlussteklar. Inga underarter finns listade i Catalogue of Life.